# مارک رنشاو
مارک رنشاو (اسپانیایی: Mark Renshaw‎؛ زادهٔ ۲۲ اکتبر ۱۹۸۲) دوچرخه‌سوار اهل استرالیا است.
از باشگاه‌هایی که در آن رکاب زده‌است می‌توان به تیم دایمنشن دیتا، تیم دوچرخه‌سواری اف‌دی‌جی، تیم دوچرخه‌سواری اف‌دی‌جی، تیم دوچرخه‌سواری کردیت اگریکول، اچ‌تی‌سی-هایرود، تیم لوتوان‌ال–یومبو، و تیم کوئیک‌استپ فلورز اشاره کرد.